# Vladiča
Vladiča és un poble i municipi d'Eslovàquia. Es troba a la regió de Prešov, al nord del país.

## Història
La primera referència escrita de la vila data del 1340.

## Demografia
| Godina             | 1994 | 2004    | 2014    | 2024   |
| ------------------ | ---- | ------- | ------- | ------ |
| Nombre de persones | 114  | 72      | 57      | 59     |
| Diferència         |      | −36,84% | −20,83% | +3,50% |

| Godina             | 2023 | 2024   |
| ------------------ | ---- | ------ |
| Nombre de persones | 61   | 59     |
| Diferència         |      | −3,27% |